# Marta Fernández Vázquez
Marta Fernández Vázquez (Madrid, 8 de septiembre de 1973) es una periodista y escritora española.

## Biografía
Es licenciada en Ciencias de la Información en Periodismo, en la Facultad de Ciencias de la Información (Universidad Complutense de Madrid). Su carrera se inició en 1998 en Telemadrid, como presentadora sustituta de Inmaculada Galván en Madrid directo y como reportera del Área de Deportes de Telenoticias. También pasó por Televisión Española, por el Área de Cultura de los Telediarios. Llegó a la televisión procedente de la prensa, del desaparecido Diario 16.
Se incorpora a CNN+ en enero de 1999 cuando todavía no habían comenzado las emisiones.
Ingresó en 2005 en Cuatro con su arranque, directamente desde CNN+ (cuando ambos canales eran del Grupo Prisa), siendo copresentadora de Noticias Cuatro 1 de lunes a viernes junto a Marta Reyero. 
En octubre de 2006 deja los informativos y se incorpora como reportera y colaboradora en el programa Las mañanas de Cuatro, presentado por Concha García Campoy.
En noviembre de 2007 se anuncia su incorporación a Telecinco para acompañar a Hilario Pino (periodista con quien coincidió en CNN+) de lunes a viernes en Informativos Telecinco Mediodía. En junio de 2009 presentó especiales previos a los partidos de la Selección española de fútbol —La leyenda roja— en la Copa FIFA Confederaciones en Telecinco. 
Entre septiembre de 2009 y junio de 2010 copresentó de lunes a viernes junto a José Ribagorda, Informativos Telecinco Noche. Presentó El programa del verano entre julio y septiembre de 2010, sustituyendo a Ana Rosa Quintana durante sus vacaciones de verano.
El 13 de septiembre de 2010 comenzó a copresentar de lunes a viernes, junto a David Cantero y Sara Carbonero en los deportes, Informativos Telecinco Mediodía hasta el 3 de diciembre de ese mismo año.
El 31 de diciembre de 2010 presentó las Campanadas de fin de año en Telecinco, junto a Pilar Rubio y Sara Carbonero.
El 10 de enero de 2011, tras la Fusión de Gestevisión Telecinco y Sogecuatro, regresa a Las mañanas de Cuatro como presentadora en sustitución de Concha García Campoy.                                                                Desde el 1 de octubre de 2012 compaginó su programa matinal con otro magacín vespertino similar llamado Las tardes de Cuatro, que se mantuvo tan solo dos meses en antena mientras se preproducía Te vas a enterar. En 2012 también se le concedió la Antena de Oro.
El 26 de abril de 2013 presentó por última vez Las mañanas de Cuatro, ya que desde mayo de 2013 pasó a presentar la primera edición de Noticias Cuatro junto a Hilario Pino. Desde el 7 de octubre de 2013 y hasta el 30 de diciembre de 2016 presentó en solitario Noticias Cuatro 1. Formó parte del equipo de Mediaset hasta el 21 de febrero de 2017.[cita requerida]
En abril de 2017 se hizo pública su incorporación al diario El País. Se especializa en reportajes y entrevistas políticas y de cultura. Participa en las coberturas audiovisuales especiales y ejerce como moderadora en los foros organizados para celebrar el 40.° aniversario del periódico y otros actos públicos como los Premios Ortega y Gasset. Ya en verano de 2016, un año antes de su incorporación a El País había colaborado en su faceta de escritora con la serie de relatos de verano Donde todo puede pasar.
Ha trabajado en otros medios escritos, como la revista cultural Jot Down en la que ha publicado artículos sobre cine, literatura, ópera o música. También ha escrito en las ediciones especiales de los libros de Jot Down. Desde 2015 a 2018 colaboró con una columna mensual en la edición en papel de GQ y semanalmente con su página web. Sus artículos han aparecido en cabeceras como Esquire, Vogue, Robb Report o Altaïr.
Desde que se marchó de Mediaset ha vuelto a la televisión esporádicamente como colaboradora. La hemos visto en 0 por M+ de Movistar Plus+ en espacios como Likes, Ilustres ignorantes o Cero en historia. Formó también parte del equipo de colaboradores habituales del desaparecido programa A partir de hoy de TVE.
Vinculada al mundo de la radio, colabora con Carles Francino en La ventana de la Cadena SER desde 2013. Desde diciembre de 2021 dirige y presenta el podcast Nota al pie de la revista Vanity Fair, un espacio sobre libros con entrevistas a autores y a lectores famosos que se graba en la Librería Amapolas de Madrid.
Ha publicado dos novelas, Te regalaré el mundo con la editorial Espasa-Calpe y La mentira con HarperCollins y un libro sobre cine y literatura, No te enamores de cobardes con el Círculo de Tiza.

## Trayectoria en televisión

### En informativos y programas
| Año                  | Programa                        | Canal             | Notas |
| -------------------- | ------------------------------- | ----------------- | --- |
| 1997                 | Telediario                      | La 1              | Reportera del Área de Cultura                                                                                  |
| 1998-1999            | Madrid directo                  | Telemadrid        | Reportera y presentadora sustituta                                                                             |
| 1998-1999            | Telenoticias                    | Telemadrid        | Reportera del Área de Deportes                                                                                 |
| 1999-2005            | Noticias CNN+                   | CNN+              | Presentadora                                                                                                   |
| 2005-2006; 2013-2016 | Noticias Cuatro 1               | Cuatro            | Copresentadora (2005-06 y 2013) y presentadora (2013-2016)                                                     |
| 2006                 | Cuatro x Cuatro                 | Cuatro            | Reportera |
| 2006-2007; 2011-2013 | Las mañanas de Cuatro           | Cuatro            | Reportera y colaboradora (2006-2007) y presentadora (2011-2013)                                                |
| 2007-2009; 2010      | Informativos Telecinco Mediodía | Telecinco         | Copresentadora                                                                                                 |
| 2009                 | La leyenda roja                 | Telecinco         | Presentadora del previo a los partidos de la Selección española de fútbol en la Copa FIFA Confederaciones 2009 |
| 2009-2010            | Informativos Telecinco Noche    | Telecinco         | Copresentadora                                                                                                 |
| 2010                 | La noria                        | Telecinco         | Invitada |
| 2010                 | El programa del verano          | Telecinco         | Copresentadora                                                                                                 |
| 2010                 | ¡Qué tiempo tan feliz!          | Telecinco         | Invitada |
| 2010-11              | Campanadas de fin de año        | Telecinco         | Copresentadora                                                                                                 |
| 2012                 | Premios Iris 2011               | La 2              | Invitada |
| 2012                 | Las tardes de Cuatro            | Cuatro            | Presentadora                                                                                                   |
| 2014 y 2017          | Ilustres ignorantes             | Canal+ y 0 por M+ | Invitada |
| 2017                 | Likes                           | 0 por M+          | Colaboradora                                                                                                   |
| 2020                 | A partir de hoy                 | La 1              | Colaboradora                                                                                                   |
| 2020                 | Cero en historia                | 0 por M+          | Invitada |
| 2020-2021            | Está pasando                    | Telemadrid        | Colaboradora                                                                                                   |
| 2021                 | Pasapalabra                     | Antena 3          | Invitada |

### En series de televisión
| Año  | Serie                            | Canal     | Notas           |
| ---- | -------------------------------- | --------- | --------------- |
| 2006 | 7 días al desnudo                | Cuatro    | Como ella misma |
| 2007 | Génesis: En la mente del asesino | Cuatro    | Como ella misma |
| 2008 | La que se avecina                | Telecinco | Como ella misma |
| 2015 | Rabia                            | Cuatro    | Como ella misma |

## Libros publicados
El 2 de septiembre de 2014 se publicó su primera novela, Te regalaré el mundo (Espasa-Calpe), ambientada en la actualidad y en el Madrid dieciochesco.
El 17 de febrero de 2021 se publicó su segundo libro, No te enamores de cobardes (Círculo de Tiza), un diálogo entre el cine y la literatura.
El 14 de septiembre de 2022 publica su tercera novela, La mentira (HarperCollins).